# Mozaiková zpráva
Mozaiková zpráva je zpravodajským textem, který se skládá ze zpráv, které se odehrály či odehrávají ve stejném časovém úseku. Důležité je, že všechny zprávy obsažené v mozaikové kompozici se týkají jednoho tématu a tyto události se odehrávají více méně souběžně (například přírodní pohromy). Dílčí části jsou uváděny jako krátké zprávy, následně je z nich vytvořen jakýsi textový komplex, kde jsou zprávy psány za sebou, nebo jsou spojeny v jednu zprávu.